# Mein Garten
Die Gartensendung Mein Garten mit der Gartenexpertin Andrea Göpel, dem Tischler Michael Penners, Landschaftsarchitekt Bernd Franzen und dem Landschaftsarchitekten Tobias Domroes wurde von 2004 bis 2009 sonntags um 16.45 Uhr bei RTL ausgestrahlt.
In der Sendung wird jeweils ein Garten komplett neu gestaltet und bepflanzt. Die Besitzer werden während der Umbauarbeiten im Haus „eingesperrt“ und am Ende einer jeden Sendung mit dem fertigen Garten überrascht.
Die Sendung wurde anfangs von creaTV, der Produktionsfirma von Hans Meiser, produziert.
Gärtner Tobias Domroes löste in der neuen Staffel, die am 8. Juni 2008 gestartet war, den ehemaligen Gärtner Bernd Franzen ab. Seit dieser Staffel wird „Mein Garten“ von roomserviceTV GmbH Film- und Fernsehproduktion produziert und durch die Firma LOM – Hugo Winkels mit 3-D Animationen unterstützt. LOM hat ebenfalls die Produktionsleitung der Sendung übernommen.
Wiederholungen alter Folgen wurden bis 2017 auf dem Pay-TV-Sender RTL Living ausgestrahlt.